# Port lotniczy Mérida-Manuel Crescencio Rejón
Port lotniczy Mérida-Manuel Crescencio Rejón (IATA: MID, ICAO: MMMD) – port lotniczy położony w Meridzie, w stanie Jukatan, w Meksyku.

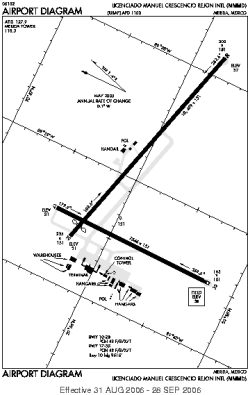
Diagram lotniska

## Linie lotnicze i połączenia
- Aerogaviota (Hawana)
- Aeroméxico (Meksyk)
- Aeroméxico Connect (Guadalajara, Hawana, Meksyk, Miami, Monterrey, Veracruz, Villahermosa)
- Aeroméxico Travel (Meksyk)
- Continental Airlines (Houston-Intercontinental)
- Interjet (Meksyk, Orlando [sezonowe czartery])
- Magnicharters (Meksyk)
- MAYAir (Campeche, Cancún, Ciudad del Carmen, Cozumel)
- Neos Air (Mediolan-Malpensa) [sezonowo]
- VivaAerobus (Guadalajara, Monterrey)
- Volaris (Leon/Guanajuato [od 16 listopada 2018][1], Meksyk, Toluca)

### Cargo
- Amerijet International (Belize City, Cancun, Miami, San Pedro Sula)
- DHL (Miami)
- Estafeta (Cancún, Meksyk, Miami)
- MasAir (Manaus, Los Angeles, São Paulo)
- Regional Cargo (Cancún, Villahermosa)